# Bashall Eaves
Pour les articles homonymes, voir Bashall.
Bashall Eaves est un village et une paroisse civile du Lancashire, en Angleterre.